# San Luis de Palqui
San Luis de Palqui ist eine Ortschaft im Departamento Tarija im südamerikanischen Andenstaat Bolivien.

## Lage im Nahraum
Die Ortschaft San Luis de Palqui liegt in der Provinz José María Avilés und ist der zentrale Ort im Cantón Palqui im Municipio Yunchará. Die Ortschaft liegt auf einer Höhe von 3318 m am Bachlauf der Quebrada Palqui im Biologischen Schutzgebiet Cordillera de Sama zwischen den nord-südlich verlaufenden Höhenzügen der Sierra San Roque und der Cordillera de Sama.

## Geographie
San Luis de Palqui liegt im südöstlichen Teil der kargen Hochebene des bolivianischen Altiplano. Das Klima ist wegen der Binnenlage kühl und trocken und durch ein typisches Tageszeitenklima gekennzeichnet, bei dem die Temperaturschwankungen zwischen Tag und Nacht in der Regel deutlich größer sind als die jahreszeitlichen Schwankungen.
Die Jahresdurchschnittstemperatur liegt bei 11 °C und schwankt nur unwesentlich zwischen gut 6 °C im Juni/Juli und gut 14 °C von November bis März (siehe Klimadiagramm). Der Jahresniederschlag beträgt nur knapp 400 mm, mit einer stark ausgeprägten Trockenzeit von April bis Oktober mit Monatsniederschlägen unter 15 mm, und einer Feuchtezeit von Dezember bis Februar mit 80 bis 95 mm Monatsniederschlag.

## Verkehrsnetz
San Luis de Palqui liegt in einer Entfernung von 116 Straßenkilometern westlich von Tarija, der Hauptstadt des gleichnamigen Departamentos.
Von Tarija aus führt die Nationalstraße Ruta 1 nach Norden, durchsticht die Cordillera de Sama in nordwestlicher Richtung und führt über die Ortschaft San Lorencito weiter nach Camargo, Padcoyo und Potosí. In San Lorencito zweigt eine unbefestigte Landstraße in südlicher Richtung ab und erreicht Iscayachi nach weiteren elf Kilometern. Von dort führt die Carretera Iscayachi-Yunchará über Campanario weiter nach Süden, durchquert die Pampa de Tajzara mit den Salzseen Laguna Tajzara und Laguna Grande, und biegt südlich der Laguna Grande dann nach Westen ab und erreicht dort Yunchará. 28 Kilometer südlich von Campanario, zwei Kilometer südlich der Laguna Tajzara biegt eine unbefestigte Nebenstraße in nordwestlicher Richtung ab, führt dann nach wenigen Kilometern weiter in nördlicher Richtung und erreicht San Luis de Palqui über Ñoquera nach weiteren 24 Kilometern.

## Bevölkerung
Die Einwohnerzahl der Ortschaft ist in dem Jahrzehnt zwischen den beiden letzten Volkszählungen auf fast das Doppelte angestiegen:
| Jahr | Einwohner         | Quelle       |
| ---- | ----------------- | ------------ |
| 1992 | keine Detaildaten | Volkszählung |
| 2001 | 69                | Volkszählung |
| 2012 | 133               | Volkszählung |
| 2024 |                   | Volkszählung |